# Children of the Corn: Revelation
『Children of the Corn: Revelation』（チルドレン・オブ・ザ・コーン　リベレーション）は、2001年にビデオスルーされたアメリカのホラー映画である。『ザ・チャイルド』の続編であり、『チルドレン・オブ・ザ・コーン』シリーズの7作目にあたる。日本未公開。

## ストーリー
祖母と連絡がつかず、ネブラスカ州オマハへやってきたジェイミー。とうもろこし畑に隣接する祖母のアパートを訪ねるも彼女の姿はない。不審に思ったジェイミーはアパート内の捜索や周辺人物への聞き込みを行う。すると徐々に、祖母が幼少期に関わっていたカルト教団の存在が浮かび上がってくる。さらに邪悪な力をもつ子供たちによる殺人も起こりはじめ、ジェイミーは彼らとの対決を余儀なくされる。

## キャスト
- ジェイミー：クローデット・ミンク（英語版）
- アームブリスター：カイル・キャシー
- 牧師：マイケル・アイアンサイド
- ジェリー：トロイ・ヨーク
- スタン：マイケル・ロジャース
- 少女1：テイラー・ホッブス
- 少年1：ジェフリー・バラード
- アベル：ショーン・スミス
- ティファニー：クリスタル・ロウ
- ハッティー・ソームズ：ルイーズ・グラント
- 不機嫌な老人：ジョン・デストリー
- 店長：ロン・スモール
- 捜査官：ラルフ・オーダーマン
- 制服の男：ジェイソン・ロウ
- 少年2：ブラッド・ムーニー
- 少女2：マクシーン・マッケイ

## スタッフ
- 監督：ガイ・メイガー（英語版）
- 脚本：S・J・スミス
- 原作：スティーヴン・キング
- 製作総指揮：ルイス・スピーグラー、スティーヴン・スクイランテ
- 製作：マイケル・リーヒ、ジョエル・ソワソン（英語版）
- 撮影：ダニー・ノワック
- 音楽：スティーヴ・エドワーズ
- 編集：カーク・モッリ